# كيث سميث (لاعب كرة قاعدة)
كيث سميث (بالإنجليزية: Keith Smith)‏ هو لاعب كرة قاعدة أمريكي، ولد في 3 مايو 1953 في بالميتو في الولايات المتحدة.

## وصلات خارجية
- كيث سميث على موقعبيزبول رفرنس.كوم (الدوري الرئيسي) (الإنجليزية)